# Großsteingräber bei Altenmedingen
Die Großsteingräber bei Altenmedingen (amtlich, nicht jedoch historisch, auch als Königsgräber bezeichnet) sind eine Gruppe von drei noch erhaltenen megalithischen Grabanlagen der jungsteinzeitlichen Trichterbecherkultur nahe der Gemeinde Altenmedingen im Landkreis Uelzen (Niedersachsen). Die drei Großsteingräber waren ursprünglich Teil einer weitläufigen Nekropole, die mindestens 24 Gräber auf dem Gebiet der Gemeinde Altenmedingen und 18 weitere im angrenzenden Niendorf I (ein Ortsteil von Römstedt) umfasste. Eine erste Aufnahme der Anlagen erfolgte in den 1840er Jahren durch Georg Otto Carl von Estorff. Ernst Sprockhoff vergab in seinem Atlas der Megalithgräber Deutschlands den noch existierenden Gräbern die Nummern 752–754 und drei zerstörten, aber durch von Estorff eingehend beschriebenen Gräbern die Nummern 755–757.

## Lage

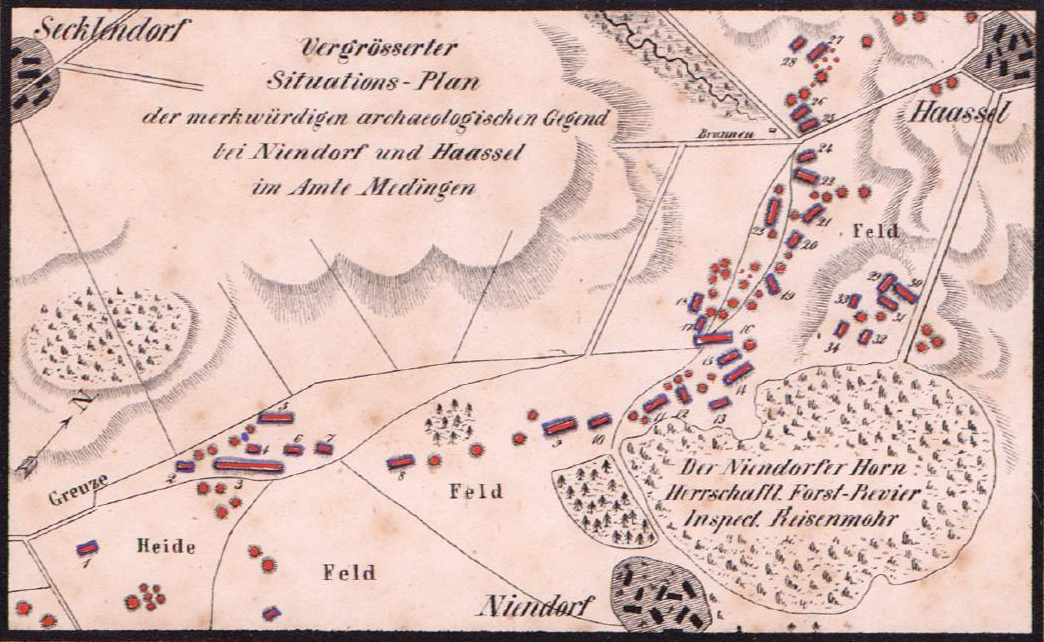
Plan der Nekropole zwischen Niendorf I und Haaßel nach von Estorff

Die in Altenmedingen nachgewiesenen Gräber gliederten sich in drei Gruppen: Die erste und größte Gruppe umfasste ursprünglich 28 Großsteingräber und zahlreiche Grabhügel. Die Anlagen zogen sich in einer dichten Reihe von Niendorf I über den Wohnplatz Haaßel bis an den Ortsrand von Altenmedingen. 15 dieser Großsteingräber lagen auf dem Gebiet von Niendorf I (siehe hierzu Großsteingräber bei Niendorf I), die restlichen 13 auf dem Gebiet von Altenmedingen. Von ihnen sind heute noch drei vorhanden, die sich etwa auf halber Strecke zwischen Niendorf I und Altenmedingen befinden. Die zweite Gruppe bestand aus sechs Gräbern und lag etwa einen Kilometer südöstlich der Ortsmitte des zu Altenmedingen gehörenden Wohnplatzes Haaßel. Unter diesen Gräbern befanden sich auch zumindest die von Sprockhoff mit den Nummern 755 und 756 versehenen Anlagen. Die genaue Lage von Grab Nr. 757 ist etwas unklar. Eine weitere Gruppe von fünf Gräbern befand sich westlich von Altenmedingen.

## Beschreibung

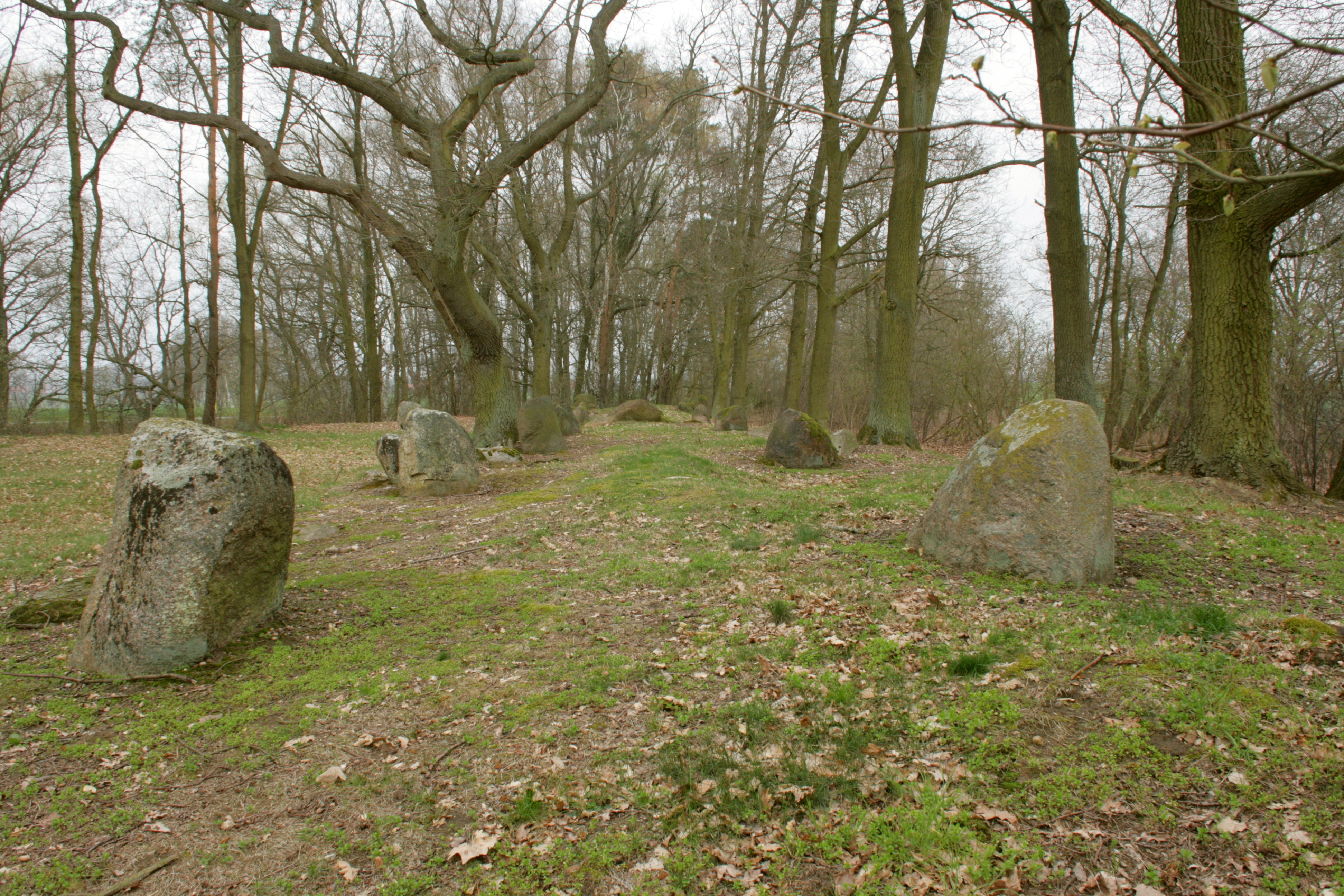
Großsteingrab Altenmedingen 1

### Erhaltene Gräber

#### Grab 1
Grab 1 ist ein nordwest-südöstlich orientiertes Hünenbett mit einer Hügelschüttung und einer steinernen Umfassung, die allerdings viele Lücken und Beschädigungen aufweist. Die Gesamtlänge der Anlage beträgt 52 m. Die maximale Breite beträgt am Nordwestende 6 m. Zur zentralen Grabkammer hin verjüngt sich die Umfassung bis auf 4 m und wird von dort aus bis zum Südostende hin wieder breiter. Das ursprüngliche Aussehen der Grabkammer kann nur schlecht rekonstruiert werden, da die meisten Wandsteine fehlen. Erhalten sind lediglich der Wandstein der südöstlichen Schmalseite und einer von der nordöstlichen Langseite. Die Zugehörigkeit eines dritten Steines ist unklar. Von den ursprünglich drei Decksteinen sind noch zwei in situ vorhanden. Die Maße der Kammer betragen etwa 3 m × 1,5 m.

#### Grab 2

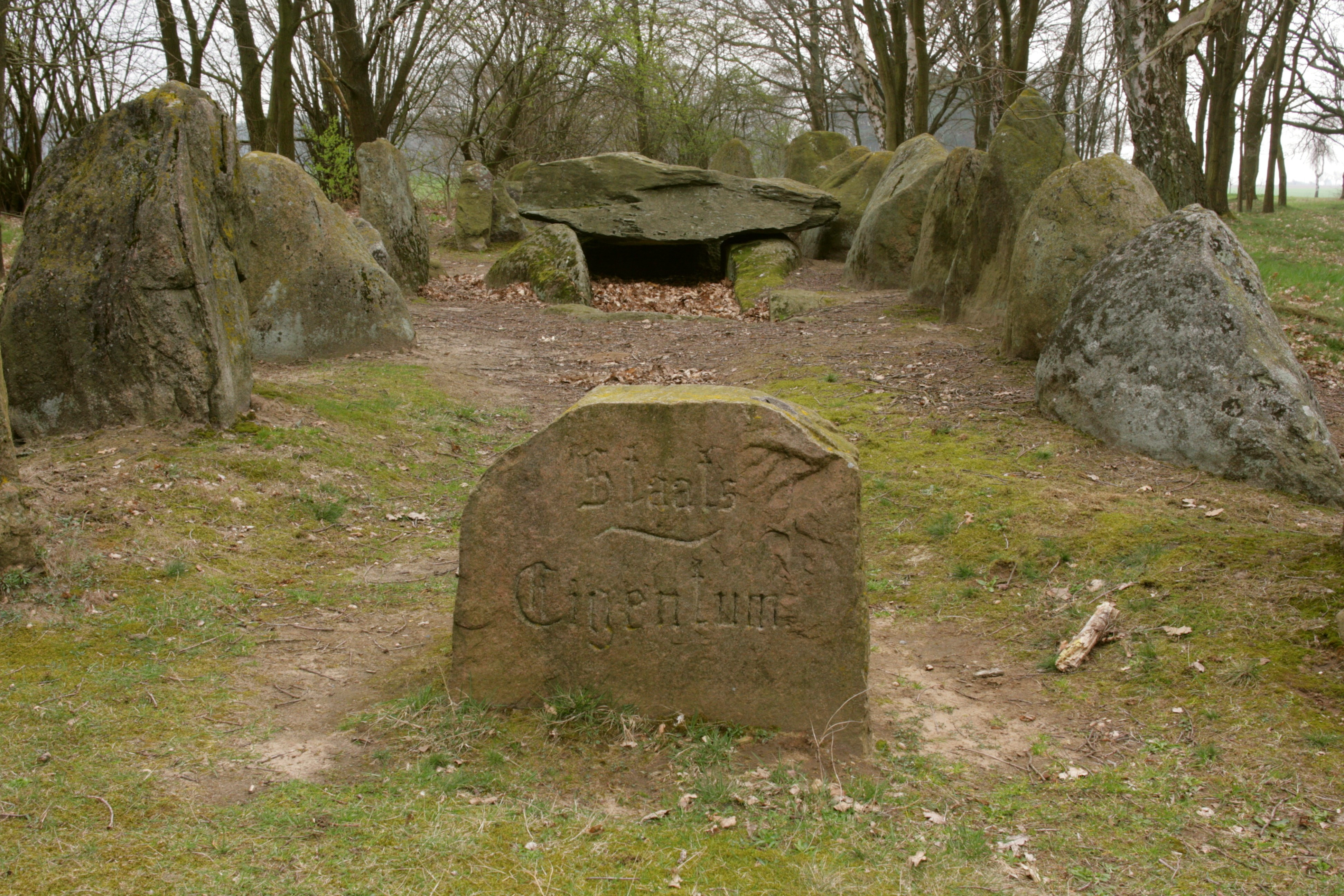
Großsteingrab Altenmedingen 2

Dieses Grab wurde 1932 von Karl Hermann Jacob-Friesen ergraben und rekonstruiert. Es ist ebenfalls nordwest-südöstlich orientiert und besitzt ein schwach trapezförmiges Hünenbett, das sich nach Südosten verjüngt. Die Umfassung wies starke Störungen auf, die umgekippten Steine wurden im Zuge der Restaurierung aber wieder aufgerichtet. Im Zentrum des Hünenbetts befindet sich die Grabkammer, bei der es sich um einen erweiterten Dolmen handelt. Alle Wandsteine sowie der Deckstein sind noch vorhanden. Das nordwestliche Wandsteinpaar an den Langseiten ist kleiner als das südöstliche. Der Deckstein lag ursprünglich längs auf den Wandsteinen, wurde von Jacob-Friesen im Zuge der Rekonstruktion jedoch quer aufgelegt. Die Maße der Kammer betragen 3,2 m × 1 m.

#### Grab 3

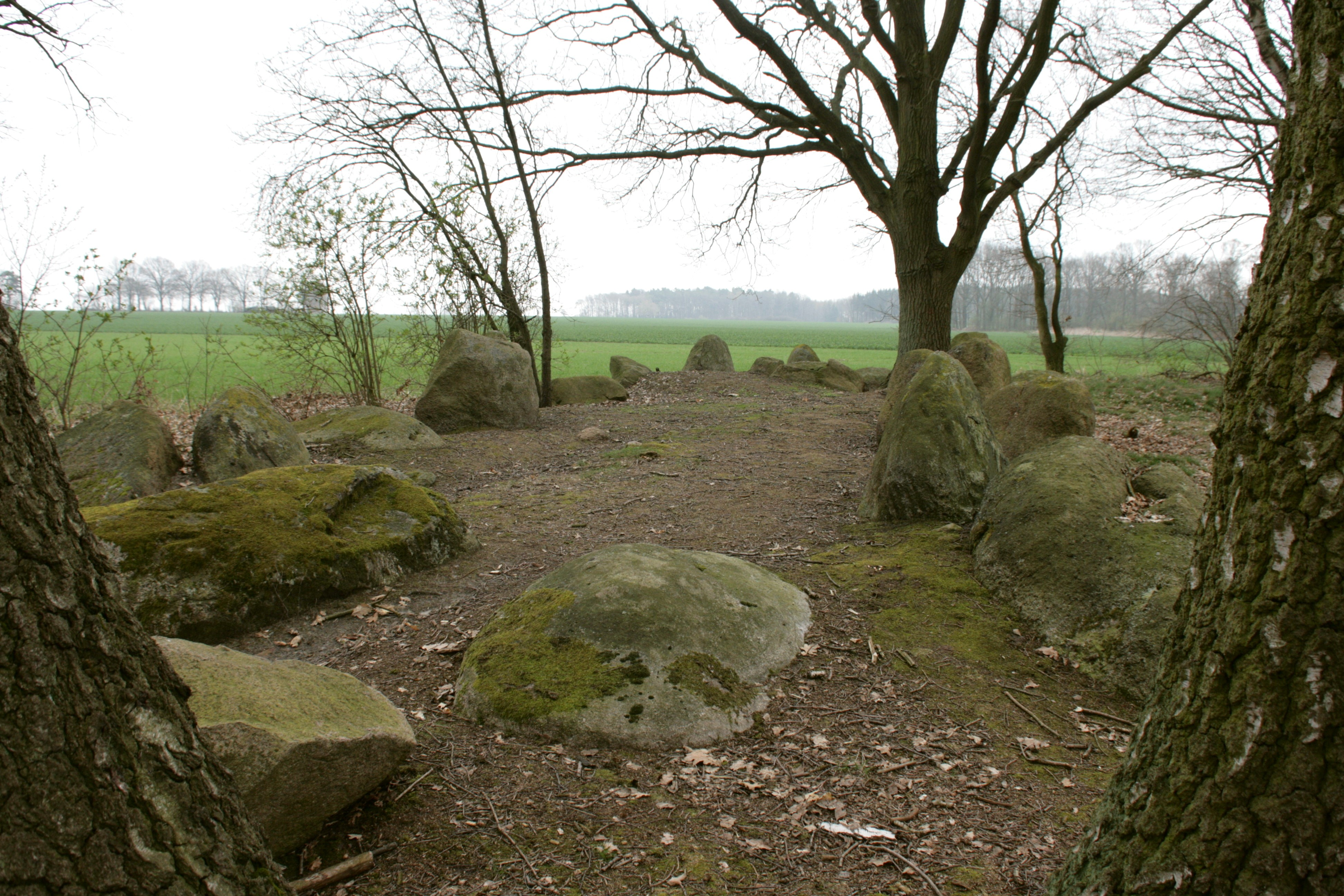
Großsteingrab Altenmedingen 3

Das dritte Grab ist nur sehr unvollständig erhalten. Es weist die gleiche Orientierung wie die beiden anderen Anlagen auf. Die südöstliche Hälfte ist nahezu komplett zerstört. Das Hünenbett ist noch bis zu Grabkammer erhalten, von der anderen Hälfte sind lediglich drei Umfassungssteine südwestlich der Grabkammer erhalten. Die Breite des Hünenbetts beträgt etwa 4,5 bis 5 m. Die Grabkammer selbst ist ebenfalls stark beschädigt. Der nordwestliche Abschlussstein und ein Wandsteinpaar an den Langseiten stehen noch in situ. Darüber hinaus sind noch drei weitere Wandsteine der östlichen Langseite erhalten. Von letzteren sind zwei deutlich kleiner als der Dritte. Die Breite der Kammer beträgt 1 m, die Länge wird auf etwa 3 m geschätzt.

### Zerstörte Gräber

#### Grab 4
Das Grab mit der Nummer 755 war ein ost-westlich orientiertes Hünenbett mit einer Länge von 55 m und einer Breite von 4 m. Es besaß zwei Grabkammern, die sich an den Enden des Bettes befanden. Bei der Aufnahme durch von Estorff war die Umfassung noch relativ vollständig erhalten, den Grabkammern fehlten hingegen bereits alle Decksteine und die meisten Wandsteine. Von Estorff fielen weiterhin zwei besondere Stellen auf, die sich jeweils 6 m von den Grabkammern zum Zentrum der Anlage hin befanden: Sie bestanden beide aus einem einzelnen zentralen Stein, der von einer Mauer aus kleineren Steinen umgeben war.

#### Grab 5
Grab Nr. 756 besaß lediglich eine Grabkammer mit nord-südlicher Orientierung. Bei von Estorffs Aufnahme waren noch alle Wandsteine vorhanden: je einer an den Schmalseiten und je drei an den Langseiten. Die Decksteine fehlten bereits. Die Kammer maß etwa 3 m × 1,2 m.

#### Grab 6
Grab Nr. 757 besaß ein nord-südlich orientiertes Hünenbett von lediglich 8 m Länge und 3 m Breite. Die Umfassung bestand aus jeweils sechs Steinen an den Langseiten sowie einem Stein an einer Schmalseite und zweien an der gegenüberliegenden; eventuell war hier ursprünglich noch ein dritter vorhanden. Die Grabkammer bestand aus sechs Wandsteinpaaren an den Langseiten und jeweils einem Stein an den Schmalseiten. Es handelte sich somit um einen Großdolmen. Von den Decksteinen waren nur noch zwei vorhanden. Die Maße der Kammer betrugen 5 m × 1 m.